# Chapelle Sainte-Claire de Saint-Étienne-lès-Remiremont
Pour les articles homonymes, voir Chapelle Sainte-Claire (homonymie).
La chapelle Sainte Claire est située sur le territoire de Saint-Étienne-lès-Remiremont, commune française du département des Vosges en région Grand Est. 
Elle fait partie de l'aire urbaine de Remiremont.

## Avertissement
Il convient de noter au préalable que les sources (légendes, vie de saints, récits merveilleux) qui nous renseignent sur l'origine et l'histoire primitive de ce monastère sont très marquées par le genre hagiographique, textes parfois contestés et discutables, remaniés par d'anciens historiens ne possédant pas l'exigence moderne de la vérité historique exacte. 
Il est par conséquent nécessaire d'aborder certains aspects de cette histoire avec prudence, en conservant la capacité de vouloir savoir et comprendre.

## Géographie
La commune, hameau agricole connu depuis le VIIe siècle, sous le nom de San Sphéphanus, a été rendue célèbre par l'arrivée de Romaric, Amé et Arnoul, et la fondation du monastère au Saint Mont située à une altitude de 683 m, haut-lieu du christianisme en Lorraine.
Ceux qui ont voulu, en suivant les itinéraires balisés par le "Club Vosgien" profiter du décor féerique de la cascade de Miraumont, traversent le petit pont du XVIIe siècle qui enjambe le torrent au niveau de la ferme Miraumont, derrière les bâtiments de la Gendarmerie mobile rue des 5eBCP  et 15e BCP, puis accèdent, après le petit pont en béton en contrebas du « restaurant ST-Romary », à la petite fontaine où ils peuvent se rafraichir. 
Cette fontaine est située devant un pavillon du XVIIIe siècle, très agréable avec son escalier clos et ses façades recouvertes de tavaillons.

## Histoire

### Les sites du Saint Mont ou Mont Habend
Disposant du site, Romaric décida avec Amé d'en faire un lieu pieux, de là naquit le Saint Mont ou mont Habend, deux monastères, un d'hommes et un de femmes. Ce dernier, transféré en 870 dans la vallée, fut à l'origine de la ville,,. Le monastère des hommes disparut vers la fin du XIe siècle. 
Confisqué en 1790 comme tous les autres biens du clergé, le Saint Mont sera vendu, en ruines, le 19 février 1819. 
Humbert de Moyenmoutier, moine de l’Abbaye de Moyenmoutier, célèbre par ses écrits et pour son rôle dans le Grand schisme d'Orient, a rédigé un certain nombre de manuscrits, dont la plupart viennent du Prieuré de Saint-Mont.

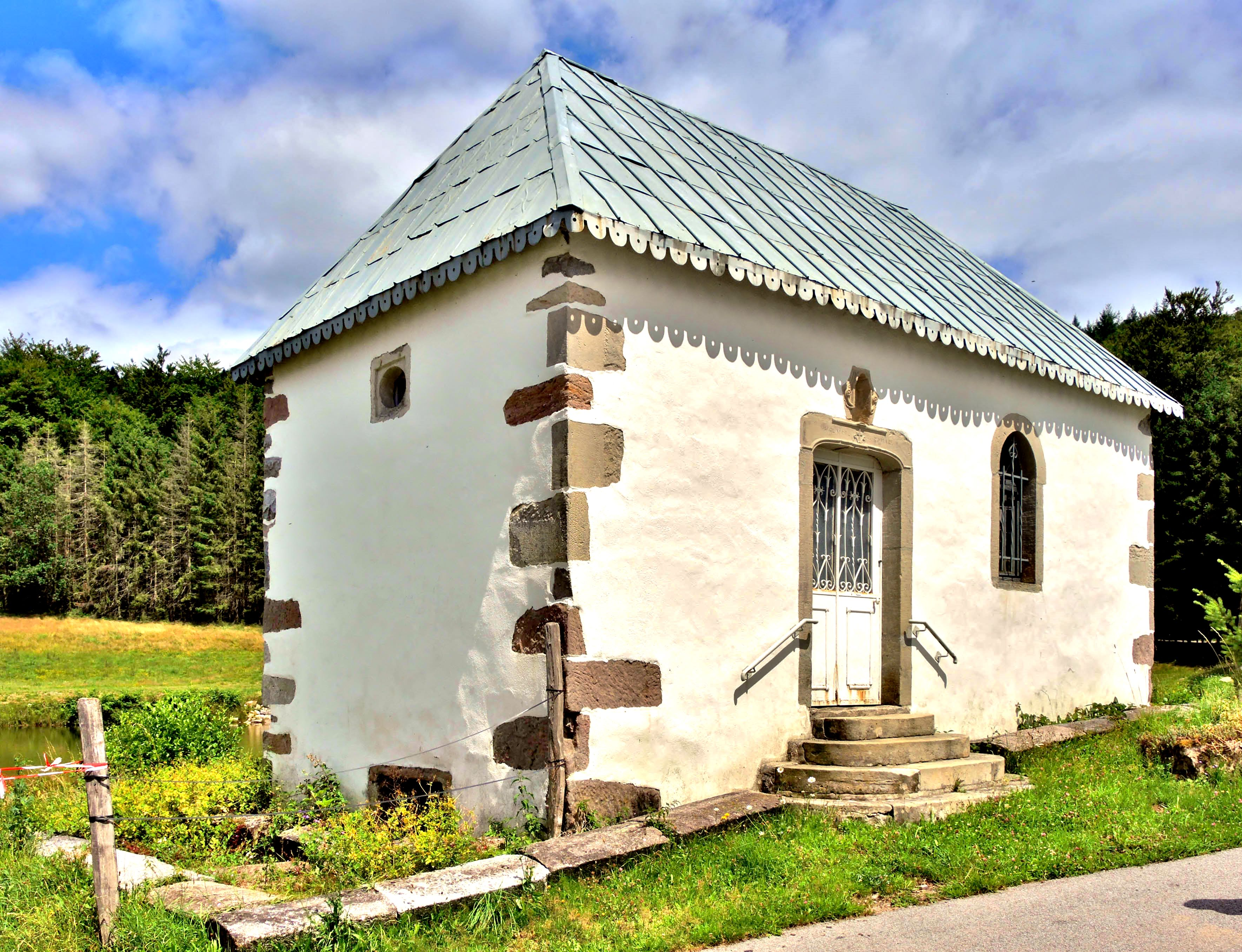
Chapelle Sainte Claire
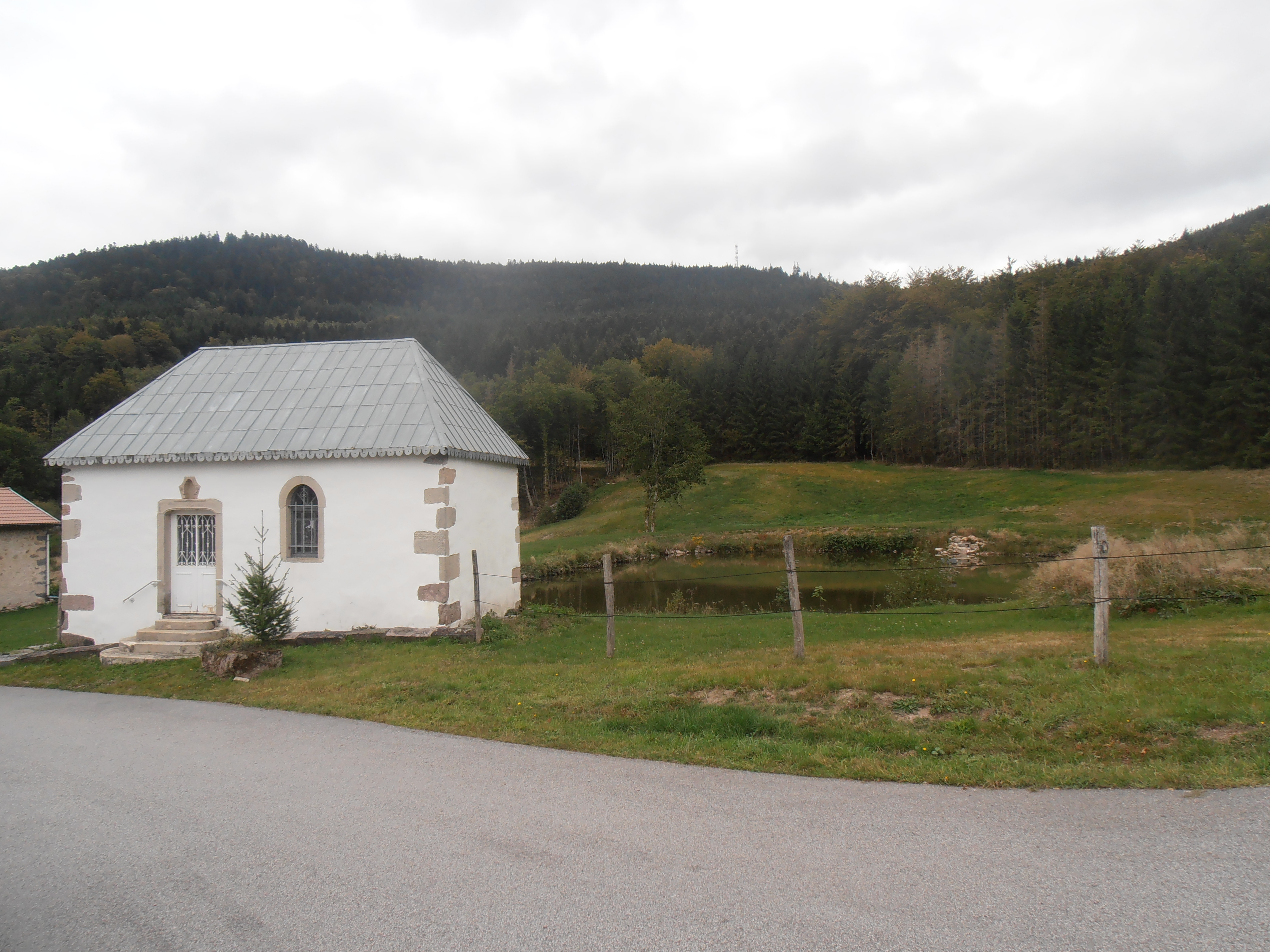
L'étang creusé en 1731 par les bénédictins du St-Mont
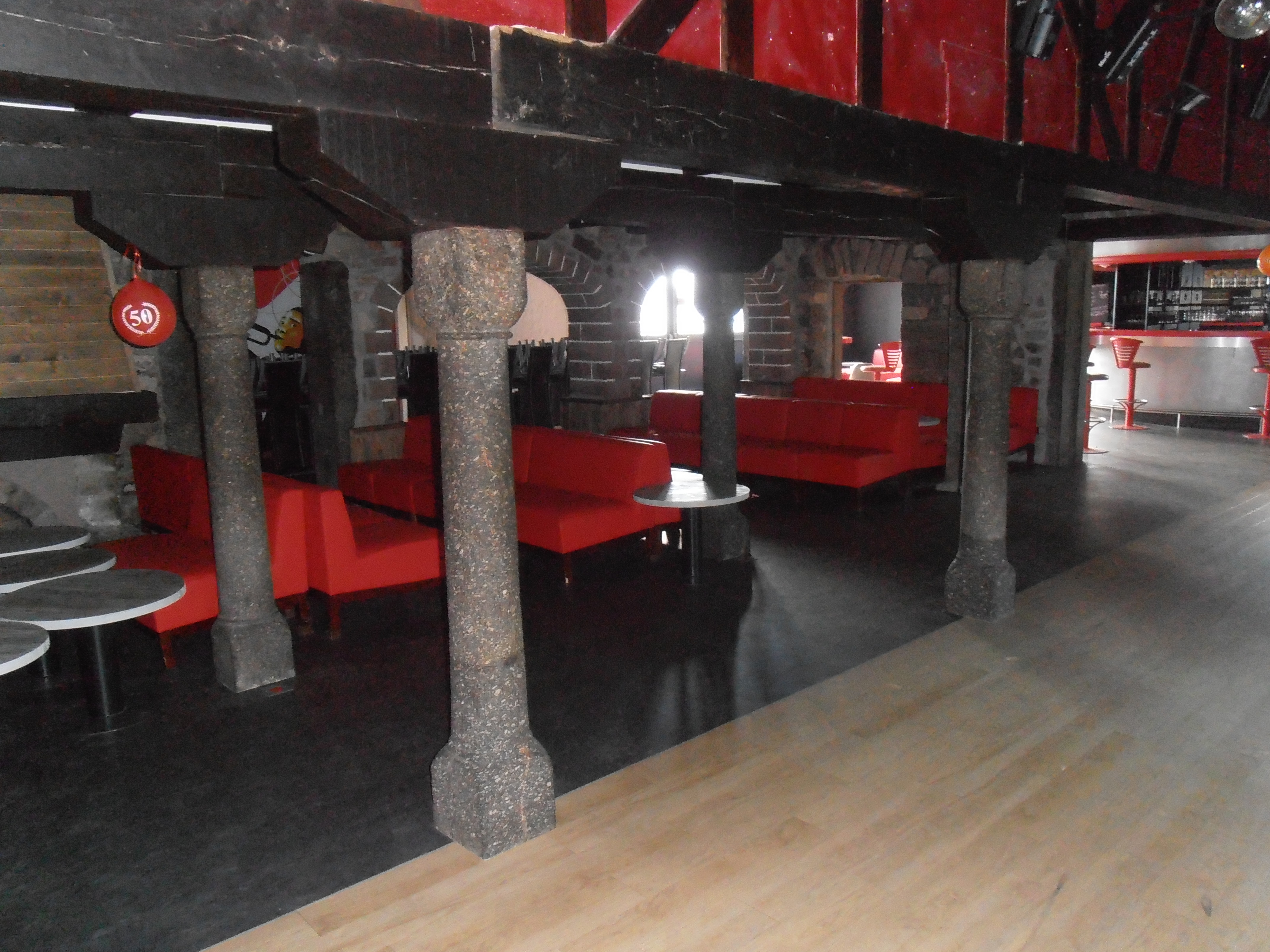
4 colonnes romanes dans l'auberge St-Romary
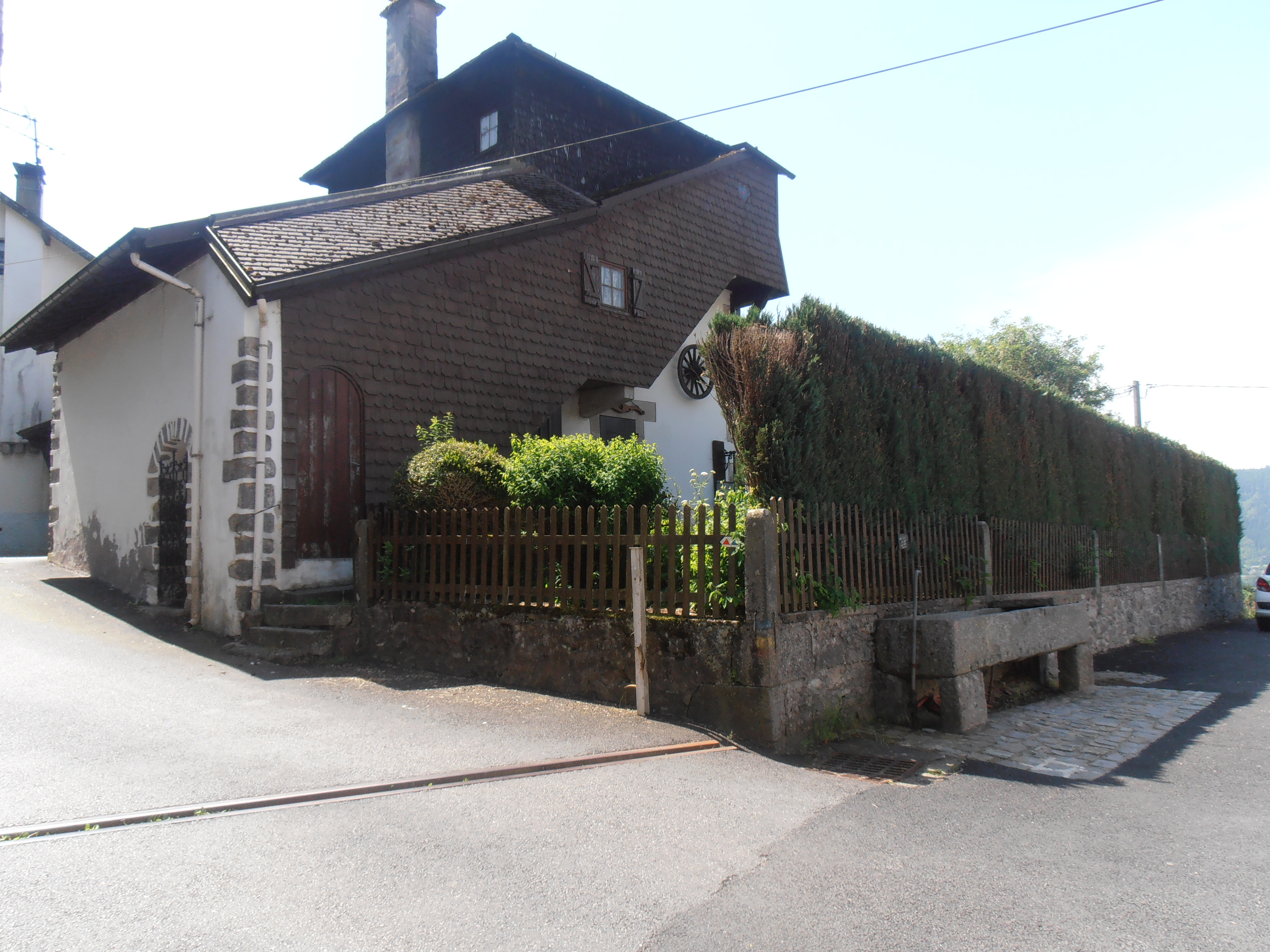
Pavillon XVIIe siècle à proximité du restaurant St-Romary
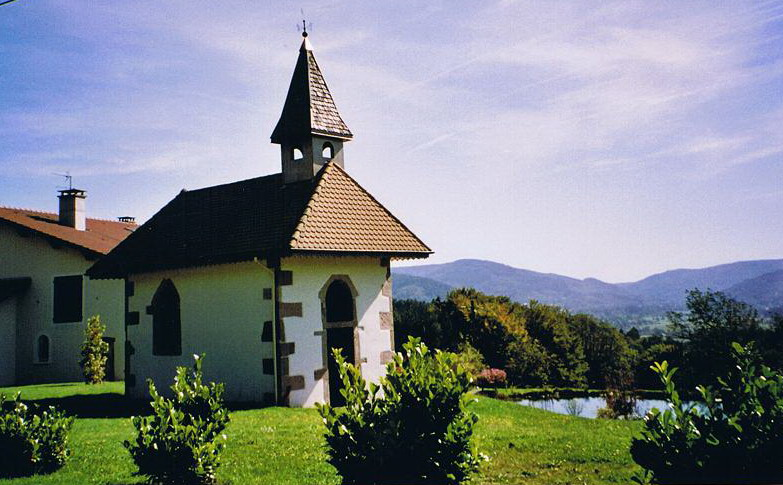
Chapelle de « La Piotte »
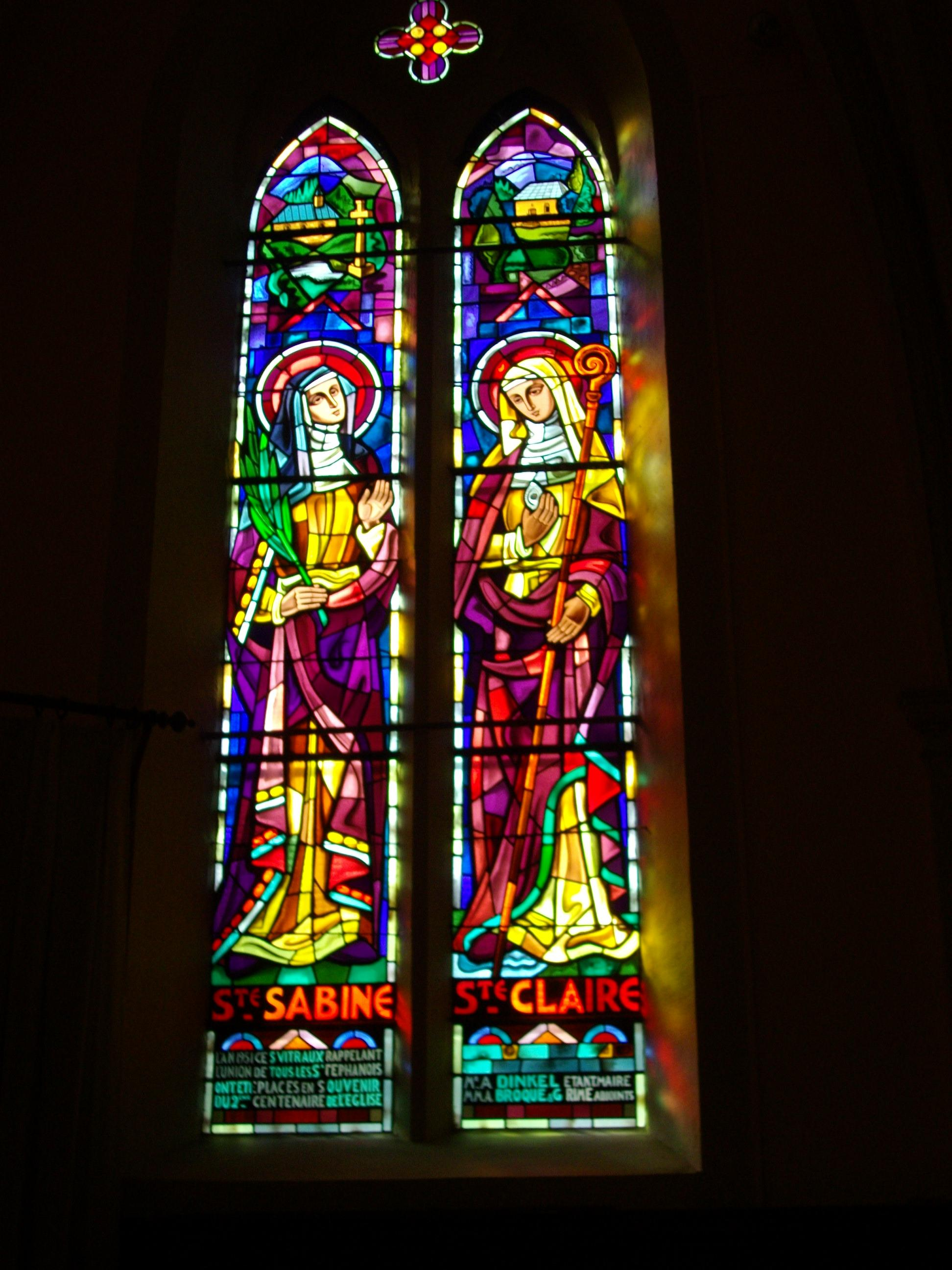
Vitrail de l'église de l’Invention, représentant Ste Claire et Ste Sabine
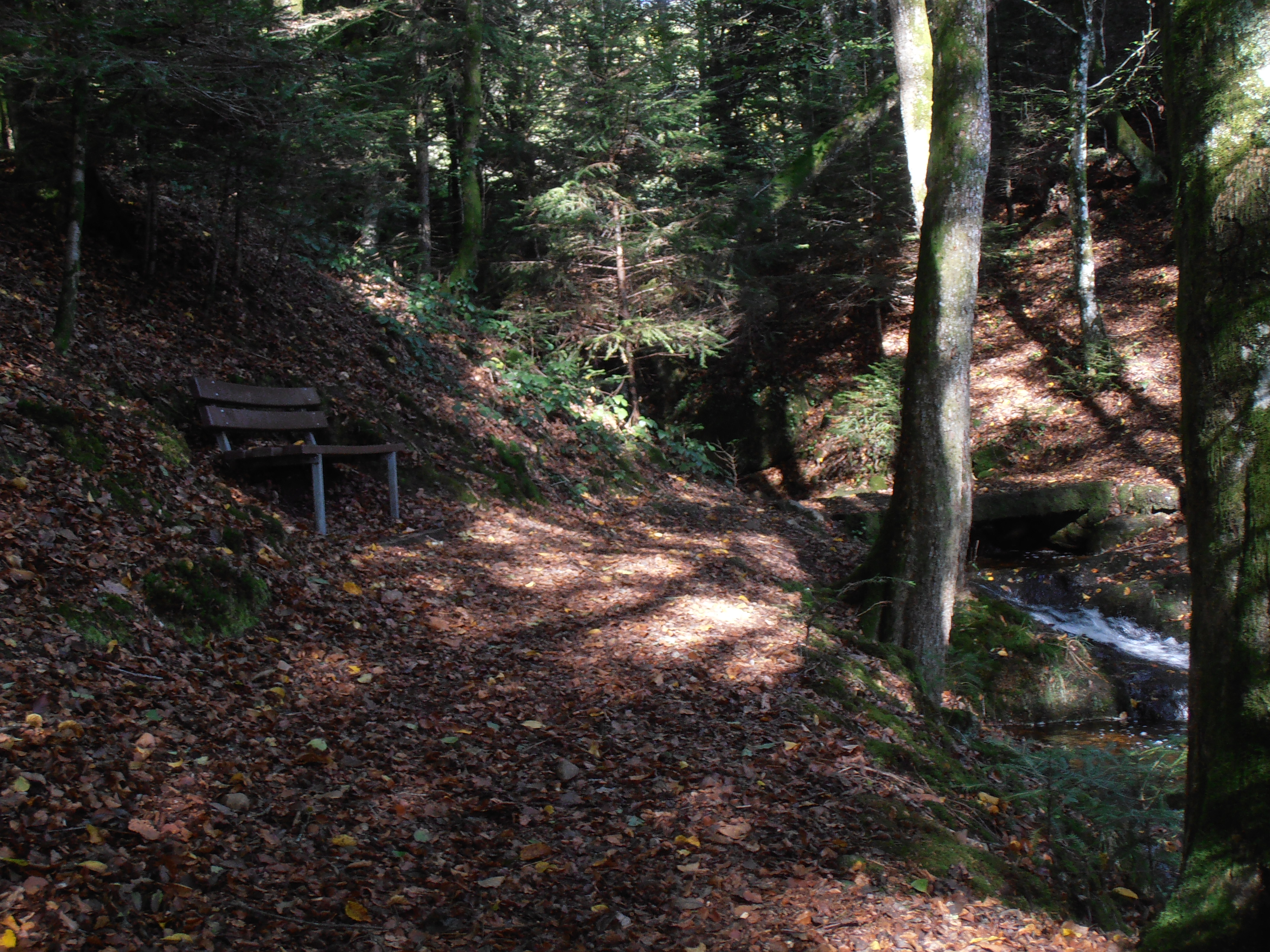
Pont et sentier du Club Vosgien
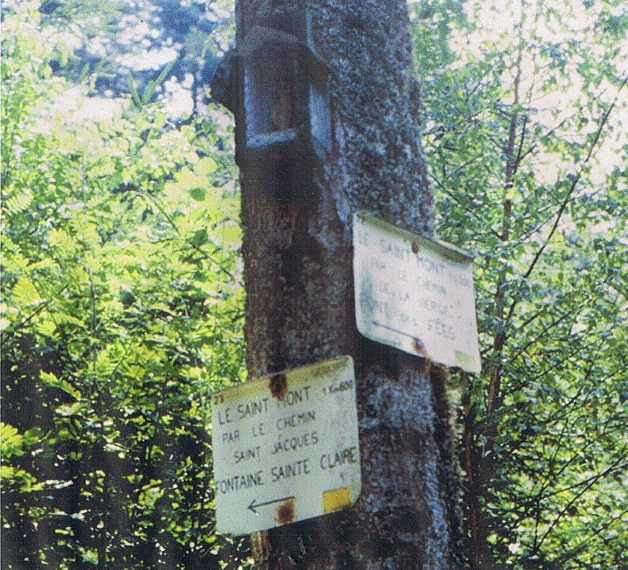
Signalisation du Club vosgien
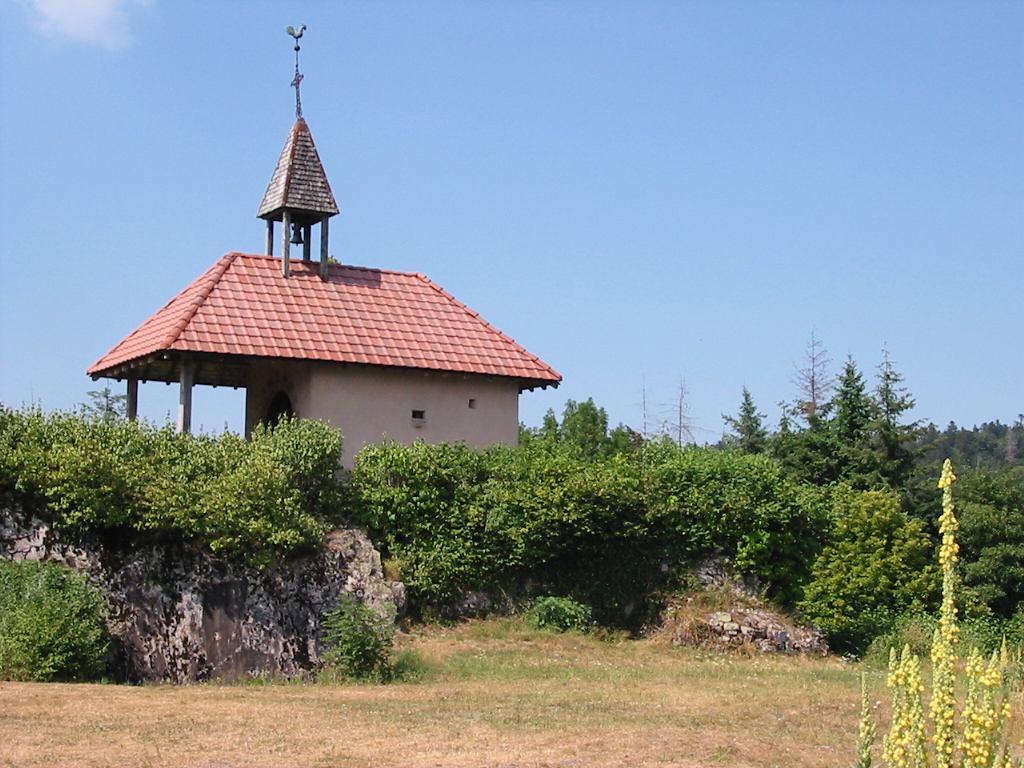
Chapelle du Saint-Mont
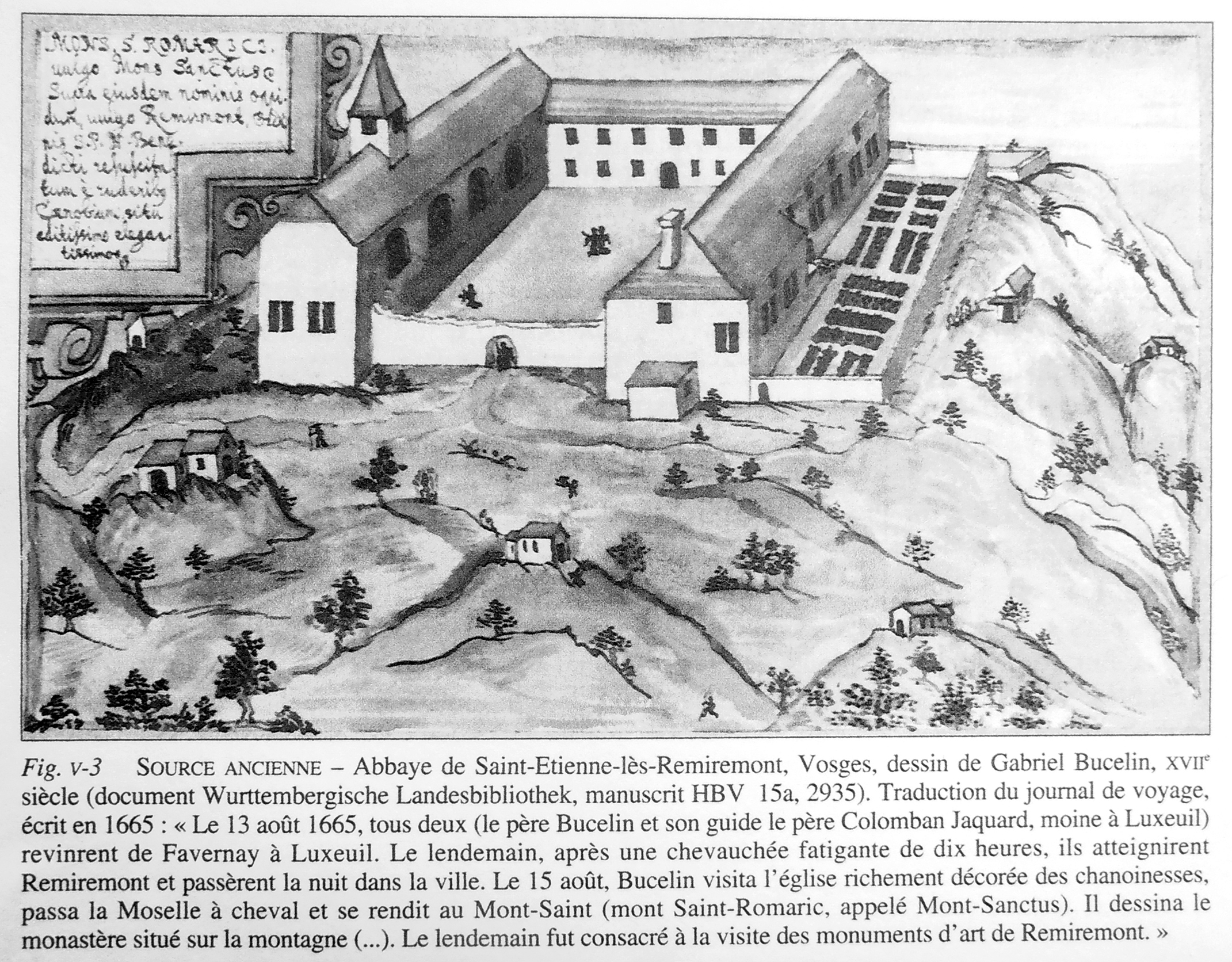
Aquarelle du 13 août 1665 du Père bénédictin Gabriel Bucelin. Le mont Saint-Romaric, communément désigné « Saint-Mont »

### Sainte Claire
Le pèlerinage à la chapelle Sainte-Claire se développa pendant le Moyen Âge et fut remis à l'honneur par Catherine de Lorraine au XVIIe siècle. En 1735, deux miracles sont attribués à la sainte.
Sur le flanc méridional du Saint-Mont, on peut voir une fontaine miraculeuse, dite de Sainte Claire, située à quelques centaines de mètres de la ferme et à 50 mètres au-dessus de l'endroit où le chemin de St-Jacques, aménagé au début du XVIIe siècle par Catherine de Lorraine, coupe l'enceinte gallo-romaine.
La représentation de Sainte Claire figure dans trois vitraux : à Remiremont (transept sud), à Saint-Etienne (dans le chœur de l'église, partie sud), à Dommartin, également en Clarisse ; au chœur de Julienrupt. Un bras-reliquaire de sainte Claire du Saint-Mont est également conservé à l’hôpital Sainte-Béatrix de Remiremont.

### La chapelle deSainte Claireet le site de Saint Romary
La Chapelle de Ste-Claire a été bâtie vers 1730 par les chanoines qui habitaient le St-Mont. Cette chapelle, comme en témoigne l’inscription au-dessus de la porte, a été dédiée à Ste-Claire,(la troisième abbesse du St-Mont) et à St-Romaric (l’un des fondateurs du monastère),. Elle se niche au pied de la montagne et fut nommée « Chapelle Ste-Claire ». 
Lorsque la chapelle de Sainte-Claire au Saint-Mont disparut à la révolution, la coutume de célébrer le 12 août de chaque année s'établit dans la chapelle de la grange de Saint-Romary. Ce lieu de prière fut reconstruit après la Révolution, près de la ferme St-Romary, il fait l’objet d’une vénération populaire, car chaque année, le 12 août (Sainte Claire à ne pas confondre avec Sainte-Claire d’Assise morte le 11 août 1253),,,, malgré sa double dédicace, à Ste Claire et à St Romaric, la chapelle est dénommée « Chapelle Sainte Claire ». La sainte née vers 600 et décédée vers 652, 656 ou 665 selon des sources différentes, fille de Saint-Romary, s’appelait Ségoberge, troisième abbesse du Saint-Mont. Pour ses qualités de pureté et de tendresse exceptionnelle, ses compagnes la surnommaient « Claire ». Elle avait des dons pour soigner les maux des yeux, avec l’eau de la source du même nom qui coule au pied du Saint-Mont. 
À l'intérieur de la chapelle, de chaque côté d’une petite lucarne, on peut voir deux petites têtes en pierre, sculptées, de 18 cm de haut incrustées dans la maçonnerie, provenant vraisemblablement du monastère d’hommes fondé par St-Romaric. 
L'étang a été creusé en 1731, à proximité de la chapelle Ste Claire, par les bénédictins du St-Mont.
Les colonnes du XIe siècle ou même antérieures, réemployées dans l'ancienne ferme St-Romary, et aujourd’hui conservées à l’intérieur du « Restaurant Le Saint Romary », proviendraient d’après la tradition du monastère d’hommes, fondé par St Romaric,.
À 500 mètres environ de l’auberge de St-Romaric, à proximité de l'ancienne ferme, la métairie des chanoines du Saint-Mont, au lieu-dit « La Piotte », on peut admirer une petite chapelle construite en 1690, et entièrement restaurée.
Une Messe a été dite à proximité de la chapelle, le 12 août 1977, par Monseigneur Jean Vilnet, évêque de Saint-Dié. Il avait à ses côtés, le doyen, l’abbé Henck, et les deux abbés de la paroisse, le curé Charles Mathieu, et le père Maxime. 
En juin 2007 la Chapelle Sainte Claire a été restaurée par ses propriétaires.